# Visvaldis Eglitis
Visvaldis Eglitis, né le 4 avril 1936, à Madona, en Lettonie et mort le 17 août 2014, à Iecava, en Lettonie, est un ancien joueur de basket-ball soviétique. Il évolue au poste de pivot.

## Palmarès
- Champion d'Europe 1965